# Rihanna: Live in Concert Tour
Rihanna: Live in Concert Tour to pierwsza trasa koncertowa piosenkarki R&B Rihanny promująca płytę A Girl Like Me. Trasa rozpoczęła się 1 lipca 2006 roku, trzy miesiące od wydania albumu promowanego. Trasa odbyła się w Stanach Zjednoczonych, Kanadzie i na Jamajce. Oficjalnie trasa rozpoczęła się 5 lipca 2006 roku w Salt Lake City w Utah. Tour miało się zakończyć 8 sierpnia 2006 roku lecz ze względu na sukces trasy została przedłużona o trzy miesiące i wzbogacona o koncerty w Australii i Europie. W 2006 roku Rihanna występowała gościnnie u takich gwiazd jak: Pussycat Dolls, Jay-Z i The Black Eyed Peas.

## Support
- Field Mob[1]
- Jeannie Ortega[1]
- J-Status[1]
- Ciara[1]
- Yung Joc[1]
- Trey Songz[1]
- Sean Paul[2]

## Lista utworów
1. "Pon de Replay"
2. "If It's Lovin' That You Want"
3. "You Don't Love Me (No,No,No)"
4. Medley:1
  1. "Crazy Little Thing Called Love"
  2. "Here I Go Again"
5. "We Ride"
6. "Break It Off"
7. "Unfaithful"
8. "Let Me"
9. "Kisses Don't Lie"
10. "That La, La, La"
11. "P.S. (I'm Still Not Over You)"
12. "Redemption Song"
13. "A Girl Like Me"
14. "SOS"

1 Wykonywane tylko na niektórych koncertach, które wyjątkowo otwierał raper J-Status.

## Daty koncertów
| Ameryka Północna |                        |                   |                                       |
| 30 czerwca 2006  | San Francisco          | Stany Zjednoczone | Mezzanine                             |
| 1 lipca 2006     | San Diego              | Stany Zjednoczone | House of Blues                        |
| 2 lipca 2006     | Los Angeles            | Stany Zjednoczone | House of Blues                        |
| 3 lipca 2006     | Las Vegas              | Stany Zjednoczone | House of Blues                        |
| 5 lipca 2006     | Salt Lake City         | Stany Zjednoczone | Vortex Night Club                     |
| 7 lipca 2006     | Minneapolis            | Stany Zjednoczone | Quest Club                            |
| 9 lipca 2006     | Milwaukee              | Stany Zjednoczone | Eagles Ballroom                       |
| 10 lipca 2006    | Cleveland              | Stany Zjednoczone | House of Blues                        |
| 13 lipca 2006    | Allentown              | Stany Zjednoczone | Crocodile Rock Cafe                   |
| 14 lipca 2006    | Ottawa                 | Kanada            | LCI Fields A                          |
| 15 lipca 2006    | Belleville             | Kanada            | Matt and Joe's Nightclub              |
| 16 lipca 2006    | Vaughan                | Kanada            | Kingswood Music Theatre B             |
| 18 lipca 2006    | Darien,                | Stany Zjednoczone | Darien Lake Performing Art Center C   |
| 21 lipca 2006    | Valdosta               | Stany Zjednoczone | All-Star Amphitheater                 |
| 22 lipca 2006    | Montego Bay            | Jamajka           | Catherine Hall Sports Complex D       |
| 23 lipca 2006    | Winter Haven           | Stany Zjednoczone | Star Haven Amphitheatre               |
| 26 lipca 2006    | Atlanta                | Stany Zjednoczone | Coca-Cola Roxy Theatre                |
| 28 lipca 2006    | Baltimore              | Stany Zjednoczone | Rams Head Live!                       |
| 29 lipca 2006    | Toms River, New Jersey | Stany Zjednoczone | Toms River High School North GroundsE |
| 30 lipca 2006    | Atlantic City          | Stany Zjednoczone | House of Blues                        |
| 1 sierpnia 2006  | New York City          | Stany Zjednoczone | Nokia Theatre Times Square            |
| 2 sierpnia 2006  | Englewood              | Stany Zjednoczone | Bergen Performing Arts Center         |
| 3 sierpnia 2006  | Boston                 | Stany Zjednoczone | Avalon Nightclub                      |
| 5 sierpnia 2006  | Hrabstwo New London    | Stany Zjednoczone | Foxwoods Casino                       |
| 6 sierpnia 2006  | Providence             | Stany Zjednoczone | Lupo's Heartbreak Hotel               |
| 8 sierpnia 2006  | Jackson                | Stany Zjednoczone | Jackson County Fairgrounds            |
| 10 sierpnia 2006 | Chicago                | Stany Zjednoczone | Park West                             |
| 11 sierpnia 2006 | Milwaukee              | Stany Zjednoczone | The Rave                              |
| 17 sierpnia 2006 | Gilford                | Stany Zjednoczone | Meadowbrook U.S. Cellular Pavilion    |
| 19 sierpnia 2006 | Gatineau               | Kanada            | Parc de la Baie F                     |
| 1 września 2006  | Jackson, New Jersey    | Stany Zjednoczone | Six Flags Great Adventure             |
| 2 września 2006  | Buffalo                | Stany Zjednoczone | Club Infinity                         |
| 3 września 2006  | Sterling Heights       | Stany Zjednoczone | Freedom Hill Amphitheater             |
| 16 września 2006 | Pomona                 | Stany Zjednoczone | Los Angeles County Fairgrounds        |
| 22 września 2006 | Atlantic City          | Stany Zjednoczone | House of Blues                        |
| 29 września 2006 | Saint Louis            | Stany Zjednoczone | Bauman-Eberhardt Center               |

A Koncert był częścią Cisco Ottawa Bluesfest 2006

B Koncert był częścią 14th Annual Pizza Pizza Summer Rush

C Koncert był częścią Kiss the Summer Hello

D Koncert był częścią Red Stripe Reggae Sumfest

E Koncert jest częścią Toms River Fest

F Koncert jest częścią Festival de montgolfieres de Gatineau